# Na-Déné
Na-Déné, velika jezična porodica sjevernoameričkih Indijanaca sa zapadnih područja Sjeverne Amerike, koja obuhvaća jezike porodica Skittagetan (odnosni Indijanaca Haida), s otočja Kraljice Charlotte u Kanadi, i u Aljaski gdje su poznati kao Kaigani; jezike, odnosno dijalekte Koluschan Indijanaca, poznate kao Tlingit, a nastanjene uz južnu obalu Aljaske; Jezike porodice Athapaskan nastanjene u Aljaski, zapadnoj Kanadi, obali i zaleđu Washingtona, Oregona i Kalifornije, i na američkom Jugozapadu; i jezik Indijanaca Eyak iz Aljaske, koji također čine zasebnu porodicu. 

## Vanjske poveznice
- Ethnologue (14th)
- Ethnologue (16)
- Ethnologue (15)
- The origin of the Na-Dene
- Familia Na-dené